# Winter-Paralympics 1980/Medaillenspiegel
Medaillenspiegel der 2. Winter-Paralympics 1980 in Geilo.
| Medaillenspiegel | Medaillenspiegel   | Medaillenspiegel | Medaillenspiegel | Medaillenspiegel | Medaillenspiegel |
| Platz            | Land               | Goldmedaille     | Silbermedaille   | Bronzemedaille   | Gesamt           |
| ---------------- | ------------------ | ---------------- | ---------------- | ---------------- | ---------------- |
| 1                | Norwegen           | 23               | 21               | 10               | 54               |
| 2                | Finnland           | 15               | 7                | 12               | 34               |
| 3                | Österreich         | 6                | 10               | 6                | 22               |
| 4                | Schweden           | 5                | 3                | 8                | 16               |
| 5                | Schweiz            | 4                | 2                | 3                | 9                |
| 6                | Vereinigte Staaten | 4                | 1                | 1                | 6                |
| 7                | BR Deutschland     | 3                | 5                | 9                | 17               |
| 8                | Kanada             | 2                | 3                | 1                | 6                |
| 9                | Frankreich         | 1                | 1                | 1                | 3                |
| 10               | Tschechoslowakei   | –                | 1                | –                | 1                |
| Gesamt           | Gesamt             | 63               | 54               | 51               | 168              |